# 1949-50賽季英格蘭足總盃
1949-50賽季英格蘭足總盃（英語：FA Cup），是第69屆英格蘭足總盃，今屆賽事的冠軍是阿仙奴，他們在決賽以2:0擊敗利物浦，奪得冠軍。本屆賽事繼續在舊溫布萊球場舉行。
阿仙奴和利物浦這兩支聯賽班霸碰頭，由阿仙奴贏得冠軍。

## 外部連結
- 英格蘭足總盃官網Archive-It的存檔，存档日期2012-04-24
- 英格蘭足總盃 歷屆冠軍（页面存档备份，存于）